# Josefin Johansson (manusförfattare)
Anna Josefin Johansson, född 31 januari 1980 i Mörbylånga församling på Öland, är en svensk manusförfattare och regissör. Hon tog examen från Dramatiska Institutets filmmanuslinje år 2006. Hon samarbetar ofta med Amanda Adolfsson.

## Filmografi i urval
- 2005 – Nära huden (manus)
- 2006 – Stilla Natt (manus)
- 2011 – Medan allt annat händer (regi, manus)
- 2012 – Dublin (dramaturg)
- 2012 – Coacherna (TV) (manus)
- 2014 – Unga Sophie Bell
- 2016 – Beck – Steinar